# Il re degli elfi (racconto)
Il re degli elfi è un racconto fantastico scritto da Philip K. Dick e pubblicato nel settembre del 1953.

## Trama
Colorado, città di Derryville. Shadrach Jones, un uomo anziano che gestisce un distributore di benzina lungo un'autostrada, una sera, prima di tornare a casa, trova degli elfi malaticci davanti al suo distributore sotto la pioggia. Shadrach invita gli elfi a casa sua e scopre che essi fanno parte di un esercito di elfi affiancati dal loro re, anch'egli malato; inoltre gli rivelano di essere in guerra contro i troll.
Shadrach decide di far dormire gli elfi nella sua camera da letto mentre lui dorme nel salotto. Durante la notte, però, il re degli elfi muore e dà ordine a un suo elfo, Phineas Judd, di portare un messaggio a Shadrach: lui è stato appena nominato re degli elfi per condurli nella lotta contro i troll. Il mattino dopo Phineas porta la notizia a Shadrach. La sera, Shadrach accetta di essere il nuovo re degli elfi e così, insieme agli elfi, sviluppa dei piani di battaglia contro i troll sotto la quercia sulla proprietà di Phineas. La notte, Phineas invita Shadrach a casa sua e riflettono sulla loro amicizia. 
Successivamente Shadrach scopre che Phineas in realtà e un gigantesco troll che si era insidiato nell'esercito spacciandosi per elfo. Il troll attacca Shadrach che, gridando aiuto, viene aiutato dagli elfi, e grazie a loro Shadrach sconfigge i troll che hanno raggiunto il loro compagno. Dopo che Shadrach uccide Phineas, egli gli rivela che era il capo dei troll e pare essere stupito della sua sconfitta. Dopo aver vinto la battaglia, Shadrach chiede agli elfi di lasciarlo tornare alla sua vita normale, ma dopo aver visto la sua casa e la sua stazione di servizio, capendo di aver sempre avuto una vita umile, accetta di continuare a essere il nuovo re degli elfi.